# Wönkhausen
Wönkhausen ist eine Ortschaft in Radevormwald im Oberbergischen Kreis im nordrhein-westfälischen Regierungsbezirk Köln in Deutschland.

## Lage und Beschreibung
Der Ort liegt im Norden des Stadtgebiets an der Kreisstraße 7. Die Nachbarorte heißen Niederwönkhausen, Lambecker Mühle, Filderheide und Altena.
Politisch wird der Ort durch den Direktkandidaten des Wahlbezirks 170 im Rat der Stadt Radevormwald vertreten.

## Geschichte
Um das Jahr 1050 wird Wönkhausen erstmals im Zusammenhang mit „Besitz der Reichsabtei Werden“ unter der Ortsbezeichnung „Vohinchuson“ genannt. Die Steuerlisten der Stadt- und Bürgerschaft Radevormwald von 1663 zählen in der Ortschaft 21 steuerpflichtige Bürger in einem Alter von über 15 Jahren.